# Shen Longyuan
Shen Longyuan (Shanghai, 2 de março, 1985) é um futebolista da China, que atua como meia.

## Carreira
Shen Longyuan representou a Seleção Chinesa de Futebol nas Olimpíadas de 2008, quando atuou em casa.